# Приютово (Мордовия)
Приютово — деревня в составе  Пурдошанского сельского поселения Темниковского района Республики Мордовия.

## География
Находится на расстоянии примерно 18 километров на северо-восток от районного центра города Темников.

## История
Упоминается с 1866 года, когда она была учтена как владельческая деревня Приютовка Темниковского уезда из 12 дворов.

## Население
Постоянное население составляло 13 человека (русские 77%) в 2002 году, 10 в 2010 году .